# Linia 36 de tramvai din București
Linia de tramvai 36 este o linie de tramvai din București care leagă  cartierele Pantelimon de Pipera mergând pe traseul M Republica (Temporar Pantelimon )- Bd. Basarabia- Bd. Chișinău- Șoseaua Pantelimon- Șoseaua Ziduri Moși- Strada Turmelor- Strada Reînvierii- Strada Maica Domnului- Bd. Lacul Tei (Capăt temporar)- Șoseaua Petricani- Bd. Dimitrie Pompei- Platforma Industrială Pipera .(Redenumit Bulevardul Dimitrie Pompeiu)(Pe relația Șoseaua Colentina - Bulevardul Dimitrie Pompeiu circulă Linia navetă 636 și pe relația Bd Chișinău - M Republica circulă Linia navetă 637